# Ten Mile Run
Ten Mile Run es un lugar designado por el censo ubicado en el condado de Somerset en el estado estadounidense de Nueva Jersey. En el año 2010 tenía una población de 1,959 habitantes.